# 営団1500形電車
営団1500形電車（えいだん1500がたでんしゃ）はかつて営団地下鉄銀座線で使用されていた電車。車体形状・機構とも直接的には相関性のない以下の2種類が存在した。なお、両車は同時期に運用されている。
1. 営団1500形電車（初代） - 1954年に1572 - 1574の3両が製造された両運転台の制御電動車。通称1500形。営団1700形電車を参照。
2. 営団1500形電車（2代） - 1968年に1501 - 1560の60両、1981年に1561 - 1568の8両が製造された中間電動車。通称1500N形。本項で詳述。

## 1500形（2代）
1968年（昭和43年）に1501 - 1560の60両、1981年（昭和56年）に1561 - 1568の8両、合計68両が製造された、完全な中間電動車。これらは従来の1500形と区別するため1500N形（1500エヌがた）などと呼ばれる。なお、形式が重複した理由は、当時営団幹部内に形式を先頭車と中間車の2種に整理改番する意見があり、それに準じた結果とされる。

### 1500N形
1968年（昭和43年）、営団地下鉄は銀座線車両の体質改善の一環として、1927年の銀座線開業初期の黎明期から約35～40年にわたり使用されてきた1000形・1100形・100形合計60両の廃車を実施、代替として1500N形を一挙に30ユニット・60両 (1501 - 1560) 投入した。同時に1200形、1300形の付随車化と、1400形の中間電動車化が実施された。なお、100形のうち101 - 110の10両は当時丸ノ内線方南町支線用であり、これの代替には1500N形投入により2000形を10両（2031 - 2040）捻出して対応している。
基本的な構体部材は普通鋼だが、外板・屋根板・床キーストンプレート、戸袋部材などは耐候性鋼板を使用しており、外板厚さは2000形の2.3 mmではなく、1.6 mmとして軽量化を図っている。将来の冷房装置取り付け準備と照明付き広告（電照広告）取り付けのため、側窓の天地寸法が大きく縮小され（高さ930 - 1,000 mm→800 mm。ただし、横方向は900 mmに広げた）、戸袋への引き込み事故防止を目的とした小型の客用ドア窓と相まって、従来車両とは大きく異なる外観となった。ただし、立客からは駅名が見づらいなど不評であった。
設計当初、出力の小さい冷房装置に扇風機を併用した「振り掛け式」と呼ばれる冷房装置の導入が検討されており、冷房ダクトの設置スペースを確保するため、屋根の通風口が車端のごく小さいもののみとなった。車内の換気は、この通風口からシロッコ扇風機で空気を吸い込み、冷房ダクトを介して車内扇風機上から空気を入れている。実際に1000形2両で冷房試験を実施したが、結局本格導入は見送られた。
側窓上部のスペースに設けられた車内の照明付き広告（電照広告）は、広告レールにはめ込んだ紙製の広告紙を、裏側から照明により照らし出すもので、日本国内の車両では珍しいものであった。後年、電照式広告は効果が薄いことと室内温度上昇につながることから撤去されたが、痕跡は最後まで残存した。
座席表地は納戸色■から赤色■に変更した。網棚は座席上全長に設けられており、アルミ製金網を使用している。側窓は上段下降・下段上昇式、安全性向上のため、側窓ガラスはすべて強化ガラスとした。客用ドア、貫通扉はステンレス製で、客室側はステンレス無地である。貫通路は、他形式と連結されるユニットの端部は770 mmの狭幅で貫通引戸付き、ユニットを構成する両車間（1501-1502 … 1559-1560）は1,000 mmの広幅貫通路（扉なし）とされた。つり革はバネで戻るリコ式から、つり輪は三角形で一般的なベルト吊り下げ式に変更した。
ブレーキは従来車に併結のため自動ブレーキ（AMM-R形・B中継弁付き）方式を踏襲したが、走り装置に1900形・2000形で採用したカルダン駆動を引き続き採用し、主制御器は銀座線では初の電動車MM'ユニット方式となった。奇数番号車に主制御器などを、偶数番号車に空気圧縮機 (CP)、電動発電機 (MG) 、蓄電池などを搭載している。
主電動機は三菱電機製MB-3141-A、東洋電機製造製TDK-885A、東京芝浦電気製SE-543が採用され、丸ノ内線用500形のものをベースに出力を85kWに増強した。主制御器は日立製作所の電動カム軸式MMC-LT-20A（力行21段、応荷重装置付き）で、従来車の三菱電機製電空単位スイッチ式ABFと異なる。ユニット単独では3.5km/h/sの高い起動加速度を発揮するが、本形式の組込みと引換えに1200形・1300形の付随車化を実施しているので、編成全体の性能はさほど向上しなかった。ただ、1200形・1300形などが全廃された1986年以降には両端が2000形+中間4両当形式という編成に統一された時期のみ、本領を発揮していた。台車はアルストムリンク軸箱方式（ウイングばね）の空気ばね台車である。基礎ブレーキは空気ブレーキのみのため、両抱き式踏面ブレーキである。
従来銀座線の車両は空気圧縮機（CP）の回転力からダイナモにより蓄電池に充電されていたが、この1500N形で初めて電動発電機（MG）を搭載した。これにより、銀座線の従来車にあった無電区間での室内灯の消灯も本形式で解消されたが、そこを通過する際に少し暗くなっていた。

#### 車歴表[1][10]
| ← 渋谷浅草 → |      |               |                       |
| M1           | M2   | 竣工日        | 製造所                |
| 1501         | 1502 | 1968年4月10日 | 汽車製造              |
| 1503         | 1504 | 1968年4月10日 | 汽車製造              |
| 1505         | 1506 | 1968年4月10日 | 汽車製造              |
| 1507         | 1508 | 1968年4月10日 | 汽車製造              |
| 1509         | 1510 | 1968年5月07日 | 汽車製造              |
| 1511         | 1512 | 1968年5月07日 | 東急車輛製造 （大阪） |
| 1513         | 1514 | 1968年5月07日 | 東急車輛製造 （大阪） |
| 1515         | 1516 | 1968年5月07日 | 東急車輛製造 （大阪） |
| 1517         | 1518 | 1968年5月07日 | 東急車輛製造 （大阪） |
| 1519         | 1520 | 1968年5月07日 | 東急車輛製造 （大阪） |
| 1521         | 1522 | 1968年5月07日 | 近畿車輛              |
| 1523         | 1524 | 1968年5月07日 | 近畿車輛              |
| 1525         | 1526 | 1968年5月07日 | 近畿車輛              |
| 1527         | 1528 | 1968年5月07日 | 近畿車輛              |
| 1529         | 1530 | 1968年5月07日 | 近畿車輛              |
| 1531         | 1532 | 1968年5月07日 | 近畿車輛              |
| 1533         | 1534 | 1968年5月07日 | 近畿車輛              |
| 1535         | 1536 | 1968年5月07日 | 日本車輌製造          |
| 1537         | 1538 | 1968年5月07日 | 日本車輌製造          |
| 1539         | 1540 | 1968年5月07日 | 日本車輌製造          |
| 1541         | 1542 | 1968年5月07日 | 川崎車輌              |
| 1543         | 1544 | 1968年5月07日 | 川崎車輌              |
| 1545         | 1546 | 1968年5月07日 | 川崎車輌              |
| 1547         | 1548 | 1968年5月07日 | 川崎車輌              |
| 1549         | 1550 | 1968年5月07日 | 川崎車輌              |
| 1551         | 1552 | 1968年5月07日 | 東急車輛製造 （東京） |
| 1553         | 1554 | 1968年5月07日 | 東急車輛製造 （東京） |
| 1555         | 1556 | 1968年5月07日 | 東急車輛製造 （東京） |
| 1557         | 1558 | 1968年5月07日 | 東急車輛製造 （東京） |
| 1559         | 1560 | 1968年5月07日 | 東急車輛製造 （東京） |

- 東急車輌製造は大阪製作所製（旧・帝國車輛工業）と東京製作所製（現在の総合車両製作所横浜事業所）である[1]。

### 1500NN形（1500N2形）
1981年秋、丸ノ内線方南町支線の輸送力増強を目的とした3両編成化に伴い、移籍させる2000形8両の不足分を補うために、1561 - 1568 の4ユニット・8両が近畿車輛で製造された。従って、銀座線の輸送力増強や体質改善用の新造車ではない。丸ノ内線方南町支線の2000形は、2両編成5本から3両編成6本の陣容となる。
車体は台枠と妻構体は1500N形、側構体ならびに屋根構体は2000形同様のものとした。性能は1501 - 1560と同一だが、外観は振り掛け冷房の断念もあって車体形状が2000形と近似した形状となったほか、側面の屋根肩付近のルーバーも2000形同様ほぼ全長にわたるものが設置された。そのため、運転台のない2000形といった風情となったこともあり、1500NN形、あるいは1500N2形と呼び、区別する場合もある。なお、当初は営団側から1500HS（High Sense）形という呼称でもPRされていた。営団最後の普通鋼製車である。
側窓の寸法は2000形と同じであり、予備部品の共通化と上段はバランサー付き下降窓としており、操作性の向上が図られている（上段下降・下段上昇式）。室内は冷房取り付けを考慮しない天井構造、6台の軸流送風機（ファンデリア）など2000形と同様である。
走行機器などは1500N形と同等であるが、新たに保安ブレーキが新設されている。

#### 車歴表[10]
| ← 渋谷浅草 → |      |                |          |
| M1           | M2   | 竣工日         | 製造所   |
| 1561         | 1562 | 1981年09月22日 | 近畿車輛 |
| 1563         | 1564 | 1981年10月07日 | 近畿車輛 |
| 1565         | 1566 | 1981年10月09日 | 近畿車輛 |
| 1567         | 1568 | 1981年10月22日 | 近畿車輛 |

## その後の経緯
1500N形は吊掛駆動だった運転台付きの3両の1500形とは異なり、1800形以前の旧型車が全廃された1986年時点での廃車は免れたが、その後の01系による銀座線車両統一のため、1993年（平成5年）までにすべて廃車された。1500N形の冷房準備も本設置へ移行することはなく、1500NN形に至っては車齢わずか12年での廃車となった。
当初両運転台化のうえ日立電鉄への譲渡が計画されたが、コストの関係で2000形の両運転台化で対応することとなり、実現しなかった。